# Barcelona Open 2009
Il Barcelona Open 2009 è stato un torneo di tennis giocato sulla terra rossa. 
È stata la 57a edizionde del torneo facente parte della categoria ATP World Tour 500 series nell'ambito dell'ATP World Tour 2009. 
La competizione ha avuto luogo al Real Club de Tenis Barcelona a Barcellona in Spagna dal 20 al 26 aprile 2009 e ha visto come dominatore assoluto Rafael Nadal aggiudicandosi il titolo per la 5ª volta consecutiva.

## Partecipanti

### Teste di serie
| Giocatore         | Nazionalità     | Ranking* | Testa di serie |
| ----------------- | --------------- | -------- | -------------- |
| Rafael Nadal      | Spagna          | 1        | 1              |
| Fernando Verdasco | Spagna          | 7        | 2              |
| Nikolaj Davydenko | Russia          | 8        | 3              |
| David Ferrer      | Spagna          | 13       | 4              |
| Fernando González | Cile            | 14       | 5              |
| Tommy Robredo     | Spagna          | 16       | 6              |
| David Nalbandian  | Argentina       | 15       | 7              |
| Stan Wawrinka     | Svizzera        | 12       | 8              |
| Radek Štěpánek    | Repubblica Ceca | 19       | 9              |
| Nicolás Almagro   | Spagna          | 22       | 10             |
| Marat Safin       | Russia          | 20       | 11             |
| Igor' Andreev     | Russia          | 26       | 12             |
| Richard Gasquet   | Francia         | 21       | 13             |
| Robin Söderling   | Svezia          | 24       | 14             |
| Tomáš Berdych     | Repubblica Ceca | 28       | 15             |
| Feliciano López   | Spagna          | 33       | 16             |

- Ranking al 20 aprile 2009.

### Altri partecipanti
Giocatori che hanno ricevuto una Wild card:
- Juan Carlos Ferrero
- Gastón Gaudio
- Alberto Martín
- Fernando González
- Marat Safin

Giocatori passati dalle qualificazioni:

- Frederico Gil
- Santiago Ventura
- Daniel Gimeno Traver
- Pere Riba Madrid
- Nicolás Lapentti
- Michail Kukuškin
- Fabio Fognini

## Campioni

### Singolare
Rafael Nadal ha battuto in finale  David Ferrer, 6–2, 7–5

### Doppio
Daniel Nestor /  Nenad Zimonjić hanno battuto in finale  Mahesh Bhupathi /  Mark Knowles, 6–3, 7–6(9)